# هارتسغروده
هارتسغروده (بالألمانية: Harzgerode) هي بلدة و بلدة ألمانية تقع في ألمانيا في جبال هارز.  يقدر عدد سكانها بـ 8,538 نسمة .